# Baracht
Baracht (763 m) – przełęcz (przełączka) położona w Paśmie Równicy w Beskidzie Śląskim, pomiędzy szczytem Jawierznego (Jaworzyny) (802 m) a południowo-wschodnimi stokami Przełęczy Salmopolskiej (934 m). Jest wymieniana w źródłach i przewodnikach, choć nie zawsze zaznaczana na mapach.
Rejon przełęczy porasta las. Zbiega z niego leśna droga do Wisły Malinki. Przez przełęcz biegnie granica między miastem Wisłą i wsią Brenna.

## Szlaki turystyczne
Wisła Uzdrowisko st. kol. – Kamienny – Trzy Kopce Wiślańskie – Smrekowiec – Jawierzny – przełęcz Baracht – Przełęcz Salmopolska. Odległość 8,3 km, suma podejść 650 m, czas przejścia 2:55 godz., z powrotem 2:15 godz.